# Bertil Hult

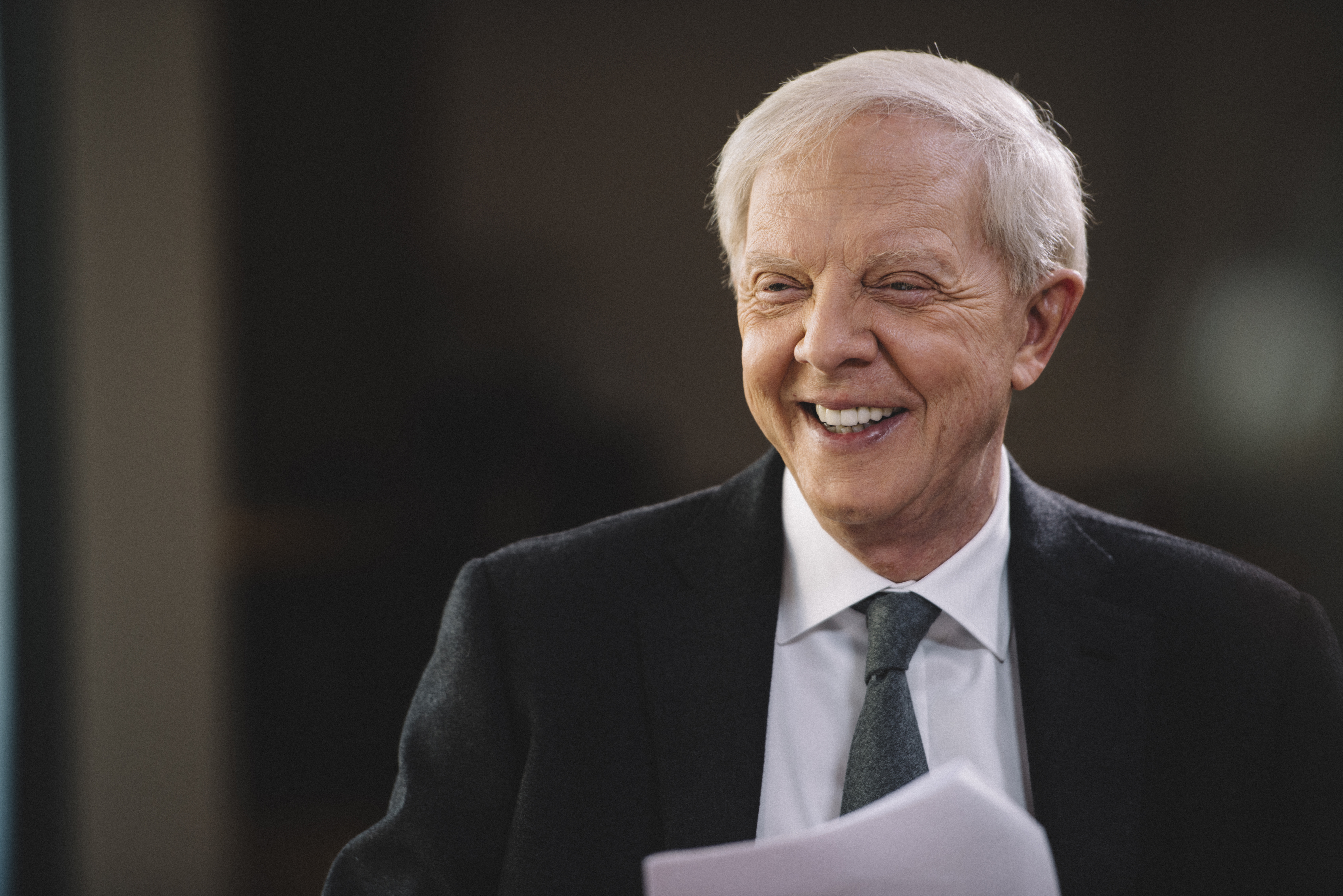
Bertil Hult (2017)

Bertil Hult (* 14. Februar 1941 in Stockholm) ist ein schwedischer Unternehmer, Milliardär, Gründer und Eigentümer des Sprach- und Reiseunternehmens EF Education und Namensträger der Hult Business School.

## Familie und Ausbildung
Bertil Hult wurde 1941 als Sohn eines Anwalts geboren und wuchs in Stockholm auf. Er hat häufig darüber gesprochen, dass er als Kind mit Legasthenie zu kämpfen hatte. Nach der Mittelstufe brach er die Schule ab. Seine erste Arbeit bekam Hult mit 16 Jahren bei dem Finanzdienstleistungskonzern SEB, wo er für Botengänge eingesetzt wurde.
In London arbeitete Hult für einen Schiffsmakler. Während dieser Zeit lernte er Englisch. Dies überzeugte ihn, dass eine Sprache am besten durch Immersion zu lernen sei. Er kehrte nach Schweden zurück, setzte seine Ausbildung fort und ging an die Universität von Lund, die er nach einem Jahr verließ.

## Karriere
1965 gründete er das Sprachschul- und Reiseunternehmen EF Education in Lund in Schweden.
1971 zog er von Schweden nach Deutschland und gründete 1977 den Hauptsitz von EF in Luzern, Schweiz, wo er heute lebt.
Ursprünglich startete EF als eine Organisation für Sprachreisen und Auslandsaufenthalte für schwedische Sekundarschüler, um nach England zu reisen und dort Englisch zu lernen. Hults eigene Erfahrungen mit Legasthenie überzeugten ihn, dass eine Immersion in fremde Kulturen der beste Weg sei, eine Sprache zu lernen.
Hult war bis zum Jahr 2002 CEO von EF und bis 2008 Aufsichtsratsvorsitzender. Heute ist er teilweise im Ruhestand. Unter Bertil Hults Leitung wurde EF zu einem milliardenschweren Unternehmen mit mehr als 40.000 Angestellten in 500 Schulen und Bildungsprogrammen in 53 verschiedenen Ländern.
Auch heute wächst EF weiter. Das Unternehmen öffnet neue Sprachschulen auf der ganzen Welt, baut sein online Sprachschulangebot (EF Englishtown) aus, vermittelt Au-pairs an amerikanische Familien und koordiniert Schülerreisen und internationale Austauschprogramme. EF kooperiert mit einer Business School (Hult International Business School; früher Arthur D. Little School of Management), welche nach Bertil Hult benannt wurde.
Laut Forbes hat Hult ein Gesamtvermögen von 4,2 Milliarden US-Dollar (Stand: April 2022).

## Privates
Heute ist Hult der Schwede mit dem elftgrößten Vermögen (rund vier Milliarden Dollar) und lebt in Luzern in der Schweiz. Er ist seit 1974 mit Lisbeth Hult verheiratet und hat vier Kinder, die allesamt im Familienunternehmen beschäftigt sind. Hult ist von Dyslexie betroffen.
Für die Hochzeitsreise der Kronprinzessin Victoria von Schweden stellte Hult laut Medienberichten dem Hochzeitspaar seinen Privatjet – eine Dassault Falcon 7X – sowie seine private Luxusjacht und später sein Ferienhaus im US-Bundesstaat Colorado zur Verfügung. Im südschwedischen Fischerdorf Torekov besitzt er mehrere Ferienhäuser.
Im Jahr 2006 wurde Hult zum internationalen Schweden des Jahres gewählt. Im Jahr 2012 erhielt Bertil Hult den Lucia Trade Award von der schwedisch-amerikanischen Handelskammer für seinen Beitrag zur Förderung des freien Handels zwischen Schweden und den USA.
Im Jahr 2014 war Bertil Hult ein Preisträger des World Entrepreneurship Forum. Der Preis zeichnet außergewöhnliche Unternehmer für ihren Einfluss in der Gesellschaft und ihre Fähigkeit die Welt zu verändern aus.

## Wohltätigkeitsarbeit
Neben EF hat sich Bertil Hult bei Wohltätigkeitsfirmen engagiert, die gegen Drogenmissbrauch kämpfen und Bildung für Legastheniker fördern.
1993 war Hult Gründungsmitglied der Mentor-Stiftung. Dies ist eine unabhängige, nichtstaatliche, gemeinnützige und unpolitische Organisation, die Initiativen und Forschung im Bereich der Prävention des Drogenmissbrauchs unterstützt. Seit ihrer Gründung ist Hult Vorstandsvorsitzender der Stiftung. Aktuell ist er deren Treuhänder.
Weiterhin unterstützt Hult den Bertil-Hult-Preis. Erstmals 2003 und seitdem jährlich wird dieser Preis an die schwedische Schule verliehen, welche die beste Unterstützung für Legastheniker bietet.
Bertil Hult finanziert auch den Hult Prize, einen mit einer Million US-Dollar dotierten globalen Business-School-Wettbewerb, welcher von der Hult International Business School und der Clinton Global Initiative veranstaltet wird. Die Hult-Familie hat zudem die Stiftung EF‘s Global Classroom gegründet, um Grundschulen in Krisenregionen wiederaufzubauen.